# EV Landshut
EV Landshut, under perioden 2002–2013 kända som Landshut Cannibals och 2013–1015 EVL Landshut Eishockey, är en ishockeyklubb från Landshut i Tyskland. Klubben bildades 1948 och hemmamatcherna spelas i Eisstadion am Gutenbergweg. Klubben blev västtyska mästare 1970 och 1983

## Profiler
- Erich Kühnhackl
- Udo Kiessling
- Marco Sturm
- Alois Schloder

### Fotnoter
1. ↑  ”Germany” (på engelska). AZ Hockey. Arkiverad från originalet den 3 mars 2016. https://web.archive.org/web/20160303193525/http://www.azhockey.com/champs/champsGermany.html. Läst 8 januari 2016.